# Marianne Joachim
Pour les articles homonymes, voir Joachim.
Marianne Joachim (née Marianna/Marianne Prager : 5 novembre 1921 - 4 mars 1943) est une membre de la résistance allemande au nazisme. Elle est exécutée à la prison de Plötzensee le 4 mars 1943 à la suite d'un incendie l'été précédent, incendie qui ravagea l'exposition « Paradis soviétique » au Lustgarten, organisée par le ministère du Reich à l'Éducation du peuple et à la Propagande.

## Biographie
Marianne Prager grandit à Berlin. Georg Prager, son père, est un ouvrier du bâtiment. Après avoir terminé avec succès ses études, elle se forme comme nourrice à l'orphelinat juif du centre-ville (Gipsstraße). À l'été 1940, elle doit renoncer à cette profession, lorsqu'elle est obligée par les autorités de déménager à Rathenow pour se soumettre au travail forcé dans le secteur de l'agriculture.
Marianne Prager épouse Heinz Joachim (de) le 22 août 1941. Les deux parents de Prager sont considérés comme Juifs par les autorités. Son beau-père est lui aussi identifié comme Juif, bien que sa belle-mère ne le soit pas. Néanmoins, au moment de leur mariage, Heinz Joachim est également employé comme travailleur forcé dans le « département juif » d'une usine Siemens à Berlin-Spandau. Marianne Joachim revient à Berlin à ce moment-là pour travailler dans une usine d'Alfred Teves à Berlin-Wittenau, qui, avant la guerre, produisait des pièces de voiture.
Sur son lieu de travail, Heinz Joachim fait la connaissance de l'électricien Herbert Baum. À peu près au moment de leur mariage, Heinz et Marianne Joachim deviennent membres de ce qui sera appelé le Groupe Baum, un cercle de travailleurs forcés vivant à Berlin qui décident de résister au nazisme. La plupart sont des Juifs engagés politiquement à gauche. Certains membres vivent clandestinement, de façon qu'il soit plus difficile pour les autorités de les retrouver. Les Joachim vivent dans un petit appartement à côté de la Rykestraße (de) dans le quartier de Prenzlauer Berg, qui est fréquemment utilisé pour les réunions organisées par le « Groupe antifasciste de Prenzlauer Berg » (Antifaschistischen Gruppe im Prenzlauer Berg Berlin / AGiP) - le nom sous lequel le groupe Baum s'identifie. Bien que toutes sortes de sujets soient abordés, les discussions portent le plus régulièrement sur la question de savoir comment saper le gouvernement nazi.
L'« action politique » la plus connue du groupe Baum est l'incendie criminel du 18 mai 1942 contre l'exposition « Paradis Soviétique » au Lustgarten à Berlin. l'objectif de L'exposition est de montrer à la population allemande « la pauvreté, la misère, la dépravation et les besoins caractéristiques de la vie dans l'« Union soviétique judéo-bolchévique ». L'incendie cause relativement peu de dommages à l'exposition, qui rouvre le lendemain, mais il a un fort impact sur la population et le gouvernement,,,.
Herbert Baum et Heinz Joachim sont arrêtés au travail le 22 mai 1942,. D'autres arrestations suivent. Un peu plus de deux semaines plus tard, Marianne Joachim est arrêtée chez elle, le 9 juin 1942.

## Lettres à la famille
Pendant sa détention, Marianne Joachim est autorisée à envoyer et à recevoir une lettre par mois. Il n'a pu être établi si c'est le cas tout au long de sa période d'incarcération, ni dans quelle mesure elle a des contraintes dans ce qu'elle est autorisée à écrire. Les lettres qu'elle écrit à ses parents, datées du 15 novembre 1942, du 15 décembre 1942, du 17 janvier 1943 et du 4 mars 1943, sont disponibles en ligne sur le site du United States Holocaust Memorial Museum à Washington, DC et fournissent quelques indications sur l'état d'esprit de Marianne Joachim pendant cette période. Elle écrit une seconde lettre le 4 mars 1943, cette fois pour les parents de son époux. Elle y décrit sa découverte de l'exécution de celui-ci le 18 août 1942, le « plus cruel coup du sort » (der "schwerste Schicksalsschlag"). Elle informe ses beaux-parents de son exécution imminente et mentionne qu'elle leur a envoyé ses derniers biens. Elle estime, à juste titre, que les parents de Heinz ont une meilleure chance de survivre au cauchemar nazi que ses propres parents. « J'ai fait envoyer mes effets personnels à votre adresse, chère maman, parce que je ne sais pas pour combien de temps encore mes chers parents seront là » (« Meinen Nachlass habe ich an Deine Adresse gehen lassen, liebe Maman, weil ich doch nicht weiss, wie lange meine lieben Eltern noch hier sind. »). Ses lettres à ses parents expriment sa surprise et son soulagement qu'ils n'aient pas encore été arrêtés,.

## Mort
Marianne Joachim est exécutée par décapitation à la prison de Plötzensee de Berlin le 4 mars 1943. Avec elle, sont guillotinés huit autres membres du groupe : Heinz Birnbaum (de), Hella Hirsch, Hildegard Löwy, Hanni Meyer (de), Helmut Neumann (de), Heinz Rotholz (de) , Siegbert Rotholz (de) et Lothar Salinger (de). Sa sœur cadette, Ilse (1926-1995), réussit à partir pour l'Angleterre avant la guerre. En mars 1943, Georg et Jenny Prager, ses parents, sont déportés à Auschwitz. De là, ils sont transportés vers le camp de concentration de Theresienstadt, où ils sont tués. Le père de Heinz, Alfons Joachim, meurt vers la fin de 1944 au camp de concentration de Sachsenhausen. Anna Joachim, sa mère, qui n'est pas classée comme Juive selon le gouvernement survit au régime nazi,.